# 桑竹梅
桑竹梅（？—），女，中华人民共和国政治人物，曾任中组部机关党委常务副书记，现任中央第五巡视组组长。